# Hemiceras violascens
Hemiceras violascens är en fjärilsart som beskrevs av Achille Guenée 1852. Hemiceras violascens ingår i släktet Hemiceras och familjen tandspinnare. Inga underarter finns listade i Catalogue of Life.